# Viljoensdrif
Viljoensdrif este un oraș din Africa de Sud.